# Philip Bezanson
Pour les articles homonymes, voir Bezanson.
Philip Thomas Bezanson né le 6 janvier 1916 à Athol (Massachusetts) et mort le 11 mars 1975, est un compositeur de musique classique et un pédagogue américain.

## Biographie
Philip Bezanson est diplômé de l'Université de Yale (1940). En 1951 il obtient son doctorat et il est nommé professeur en 1961.
Bezanson est un compositeur prolifique et a remporté plusieurs prix prestigieux. Dès le début des années 1950, il reçoit des commandes, notamment de Dimitri Mitropoulos pour son Concerto pour piano. Son œuvre la plus célèbre est l'opéra Golden Child, composé en 1960 sur un livret de Paul Engle. Plusieurs autres de ses œuvres vocales utilisent des textes de Engle.
Ses élèves principaux sont : Olly Wilson, M. William Karlins (arz) et James Yannatos (en).
Il était le directeur d'une association de professionnels de la musique, (Music Teacher's National Association).
Une des salles de l'Université du Massachusetts porte son nom en son honneur.

## Œuvres

### Clavier
- Sonatine d'église, pour orgue (1946)
- Children's suite, piano (1946)
- Sonate, pour piano (1951) Prix de la Fondation Fromm en 1953.

### Musique de chambre
- Sonate pour violon et piano no 1
- Sonate pour violon et piano no 2 (1953)
- Quatuor à cordes no 1 (1962, pub. Theodore Presser)
- Trio à cordes (1963)
- Trio avec piano (1964)
- Duo pour violoncelle et piano (1965)
- Quatuor à cordes no 2 (1965)
- Quatre baguatelles pour violon et piano (1969)

### Musique avec vents
- Sonate pour clarinette et piano (1955)
- Sextuor pour instruments à vent et piano (1956)
- Divertimento pour instruments à vent : flûte, hautbois, 2 clarinettes, 2 cors, 2 bassons, « Homage to great Americans » (1958) Version en quintette.

1. I. Theodore Roosevelt
2. II. Abraham Lincoln
3. III. Thomas Paine
4. IV. George Washington

- Prélude et danse pour sextuor de cuivres : 2 trompettes, cor, 2 trombones et tuba (1959)
- Trio pour clarinette, cor et piano (1966)
- Divertimento pour orgue, cuivres et timbales (1966)
- Diversion pour trio de cuivres (1967)
- Petite suite pour septuor à vents (1973)
- Sextuor pour ensemble de cuivres : 2 trompettes, 2 cors, 2 trombones (ca. 1974)
- Cinq miniatures pour clarinette (en si-bémol) et violoncelle

### Œuvres pour orchestre
- Symphonie no 1 en si-bémol
- Symphonie no 2
- Cyrano de Bergerac, Ouverture
- Dance scherzo
- Fantasy, fugue & finale pour cordes (1951)
- Concerto pour piano et orchestre (1952, rév. 1960) Dédié à Dimitri Mitropoulos qui lui avait commandé l'œuvre.
- Rondo-prélude pour orchestre (1954)
- Anniversary Overture, pour harmonie (1956) Pour le 75e anniversaire de l'harmonie de l'Université d'Iowa.
- Capriccio Concertante (1967)
- Concertino pour hautbois et cordes (1969)
- Sinfonia Concertante (1971) Commande de l'école de musique de l'Université d'Iowa pour l’inauguration de la salle de concert Philip Greely Clapp)

### Vocale
Opéra
- Golden Child, opéra en 3 actes (1960) Sur un livret de Paul Engle (1940). Création télévisuelle au Hallmark Theatre.
- Stranger in Eden, opéra en 3 actes (1963) Sur un livret de William Reardon.

Mélodies et ensembles
- Sept mélodies sur le mot amour (1956) Sur des textes de Paul Engle
- Songs of innocence, pour voix et piano, flûte, hautbois, clarinette, basson, 2 cors, 4 violons, 2 altos, violoncelle et contrebasse (1959) Sur six poèmes de William Blake.
- Contrasts pour voix et piano (1966) Sur des textes de Robert Herrick, Keith Gunderson et William Blake.
- Morning, noon, evening, pour petit ensemble choral (1966) Sur des textes de Joseph Langland.
- Memory, pour petit ensemble choral (1975) Sur des textes d'Abraham Lincoln

### Liens contextuels
- Musique classique des États-Unis